# Phyllotreta spatulata
Phyllotreta spatulata es una especie de insecto coleóptero de la familia Chrysomelidae. Fue descrita científicamente en 1985 por Smith.